# Dominik Behr
Dominik Behr (ur. 4 marca 1981 w Würzburgu) – niemiecki florecista, wielokrotny medalista mistrzostw świata.
W 1998 roku zdobył indywidualnie srebrny medal na mistrzostwach świata kadetów w Valencii. Na rozgrywanych dwa lata później mistrzostwach świata juniorów w South Bend zdobył drużynowo srebrny medal. Zdobył też drużynowo złoty medal na mistrzostwach świata juniorów w Gdańsku w 2001 roku.
Podczas mistrzostw świata w Hawanie w 2003 roku Niemcy w składzie: Dominik Behr, Ralf Bißdorf, Peter Joppich i André Weßels zdobyli brązowy medal w zawodach drużynowych. W tej samej konkurencji zdobywał następnie srebrne medale na mistrzostwach świata w Turynie (2006), mistrzostwach świata w Petersburgu (2007), mistrzostwach świata w Pekinie (2008) i mistrzostwach świata w Antalyi (2009) oraz kolejny brązowy na mistrzostwach świata w Lipsku (2005).
Zdobył brąz drużynowo na mistrzostwach Europy w Koblencji w 2001 roku. W tej samej konkurencji zdobył również złoty medal na mistrzostwach Europy w Gandawie w 2007 roku i brązowy na mistrzostwach Europy w Płowdiwie w 2009 roku.
Nigdy nie wziął udziału w igrzyskach olimpijskich.